# Territoriale indeling van Espírito Santo

Espírito Santo

De Braziliaanse deelstaat Espírito Santo is ingedeeld in 4 mesoregio's, 13 microregio's en 78 gemeenten.

## Mesoregio Central Espírito-Santense
4 microregio's, 24 gemeenten

### Microregio Afonso Cláudio
7 gemeenten:
Afonso Cláudio -
Brejetuba -
Conceição do Castelo -
Domingos Martins -
Laranja da Terra -
Marechal Floriano -
Venda Nova do Imigrante

### Microregio Guarapari
6 gemeenten:
Alfredo Chaves -
Anchieta -
Guarapari -
Iconha -
Piúma -
Rio Novo do Sul

### Microregio Santa Teresa
6 gemeenten:
Itaguaçu -
Itarana -
Santa Leopoldina -
Santa Maria de Jetibá -
Santa Teresa -
São Roque do Canaã

### Microregio Vitória
5 gemeenten:
Cariacica -
Serra -
Viana -
Vila Velha -
Vitória

## Mesoregio Litoral Norte Espírito-Santense
3 microregio's, 15 gemeenten

### Microregio Linhares
7 gemeenten:
Aracruz -
Fundão -
Ibiraçu -
João Neiva -
Linhares -
Rio Bananal -
Sooretama

### Microregio Montanha
4 gemeenten:
Montanha -
Mucurici -
Pinheiros -
Ponto Belo

### Microregio São Mateus
4 gemeenten:
Conceição da Barra -
Jaguaré -
Pedro Canário -
São Mateus

## Mesoregio Noroeste Espírito-Santense
3 microregio's, 17 gemeenten

### Microregio Barra de São Francisco
4 gemeenten:
Água Doce do Norte -
Barra de São Francisco -
Ecoporanga -
Mantenópolis

### Microregio Colatina
7 gemeenten:
Alto Rio Novo -
Baixo Guandu -
Colatina -
Governador Lindenberg -
Marilândia -
Pancas -
São Domingos do Norte

### Microregio Nova Venécia
6 gemeenten:
Águia Branca -
Boa Esperança -
Nova Venécia -
São Gabriel da Palha -
Vila Pavão -
Vila Valério

## Mesoregio Sul Espírito-Santense
3 microregio's, 22 gemeenten

### Microregio Alegre
9 gemeenten:
Alegre -
Divino de São Lourenço -
Dores do Rio Preto -
Guaçuí -
Ibatiba -
Ibitirama -
Irupi -
Iúna -
Muniz Freire

### Microregio Cachoeiro de Itapemirim
10 gemeenten:
Apiacá -
Atílio Vivácqua -
Bom Jesus do Norte -
Cachoeiro de Itapemirim -
Castelo -
Jerônimo Monteiro -
Mimoso do Sul -
Muqui -
São José do Calçado -
Vargem Alta

### Microregio Itapemirim
3 gemeenten:
Itapemirim -
Marataízes -
Presidente Kennedy
Acre · Alagoas · Amapá · Amazonas · Bahia · Ceará · Espírito Santo · Federaal District · Goiás · Maranhão · Mato Grosso · Mato Grosso do Sul · Minas Gerais · Pará · Paraíba · Paraná · Pernambuco · Piauí · Rio de Janeiro · Rio Grande do Norte · Rio Grande do Sul · Rondônia · Roraima · Santa Catarina · São Paulo · Sergipe · Tocantins